# Peter Platte
Peter Platte (* 11. Februar 1952 in Remscheid) ist ein ehemaliger deutscher Diplomat. Er war von August 2008 bis August 2011 Botschafter der Bundesrepublik Deutschland in Montenegro.

## Leben
Nach seinem Abitur 1972 studierte Peter Platte von 1972 bis 1977 Wirtschaftswissenschaften in Freiburg im Breisgau und Mainz. 1978 erwarb er in Straßburg das Certificat des Hautes Etudes Européennes. 1979 trat er in den höheren Auswärtigen Dienst der Bundesrepublik Deutschland ein. 1981 schloss er die Diplomatenausbildung in Bonn ab.
1981/82 war Platte in der Politischen Abteilung des Auswärtigen Amts beschäftigt. Auslandsstationen führten ihn von 1982 bis 1985 an die Ständigen Vertretung beim Europarat in Straßburg und von 1985 bis 1988 an das Generalkonsulat in Madras (Indien).
Von 1988 bis 1991 war Platte in der Kulturabteilung des Auswärtigen Amts eingesetzt, bevor er von 1991 bis 1996 an die Deutsche Botschaft in Brasília versetzt wurde. Von 1996 bis 2000 war er Referent in der Abteilung für Globale Fragen im Auswärtigen Amt und von 2000 bis 2004 stellvertretender Referatsleiter für Humanitäre Hilfe. Von 2004 bis 2008 arbeitete er als stellvertretender Leiter der deutschen Vertretung bei der UNESCO in Paris.
Im August 2008 übergab Peter Platte dem montenegrinischen Staatspräsidenten Filip Vujanović sein Beglaubigungsschreiben als deutscher Botschafter in Montenegro. Peter Platte war nach Thomas Schmitt der zweite deutsche Botschafter seit der Unabhängigkeit Montenegros 2006.
Peter Platte wurde im Sommer 2011 in die Kulturabteilung des Auswärtigen Amts nach Berlin zurückversetzt. Sein Nachfolger als Botschafter in Montenegro wurde Pius Fischer.
2014 bis zur Pensionierung 2017 war Peter Platte Leiter der Kulturabteilung der Deutschen Botschaft Madrid.

## Privatleben
Peter Platte ist verheiratet und hat drei Kinder.